# 第203步兵師 (德國國防軍)
德國國防軍陸軍第203步兵師（德語：203. Infanterie-Division）是納粹德國國防軍陸軍的一個步兵師。該師於1944年12月組建。
該師改編自第203警備師，改編後一直在東線作戰。
該師最後於1945年4月在海爾半島向苏联红军投降。

## 註腳
1. ↑  Mitcham（2007年）